# Меморіальний музей Квітки Цісик (Ліски, Коломийський район)
Меморіа́льний музе́й Кві́тки Ці́сик — освітньо-культурний заклад у селі Ліски, що на Івано-Франківщині, відкритий 2017 року у приміщенні старої сільської школи.

## Історія та сьогодення музею
На початку вересня 2017 року в селі Ліски, на Циганському Горбі — приватному обійсті поета Ярослава Ясінського — відбувся 10-й літературно-мистецький фестиваль імені Квітки Цісик. На обійсті Ясінського стоїть недоторканним раритетом стара школа, у якій, за переказами, свого часу гостював митрополит Андрей Шептицький. Під час проведення фестивалю в одній з реставрованих кімнат школи відкрито другий за ліком меморіальний музей американської співачки українського походження Квітки Цісик, чиї предки походять з Лісок; тут на старому цвинтарі похована її бабця Марія Цісик.